# Şanlıurfaspor
Şanlıurfaspor je turecký fotbalový klub z města Şanlıurfa, který byl založen v roce 1969. Svá domácí utkání hraje na stadionu Şanlıurfa GAP Stadyumu s kapacitou 28 965 diváků. Klubové barvy jsou žlutá a zelená.
V sezóně 2012/13 se umístil na 12. místě turecké druhé ligy PTT 1. Lig.